# Grand Prix de Wallonie
Der Grand Prix de Wallonie ist ein belgisches Straßenradrennen.
Der Grand Prix de Wallonie ist ein Eintagesrennen und wird in der belgischen Region Wallonien Mitte September ausgetragen. Organisator des Rennens ist die TRW' Organisation aus Mouscron. Seit 2005 zählt das Rennen zur UCI Europe Tour und Teil der UCI ProSeries. Rekordsieger sind die Belgier Adolphe Braeckeveldt und Nick Nuyens, die den Wettkampf dreimal für sich entscheiden konnten.
Seit 2022 gibt es auch ein Frauenrennen, das am selben Tag stattfindet.

## Palmarès
Männer
| Jahr                       | Sieger                 | Zweiter                | Dritter                 |
| -------------------------- | ---------------------- | ---------------------- | ----------------------- |
| 1935                       | Gustave De Greef       | Joseph Vanderhaegen    | Léopold Gerard          |
| 1936                       | Adolphe Braeckeveldt   | Antonio Fabris         | Constant Struyven       |
| 1937                       | Karel Tersago          | René Pedroli           | Pierre Houbrechts       |
| 1938                       | Adolphe Braeckeveldt   | Frans Demondt          | Leopold Van Den Bossche |
| 1939                       | Adolphe Braeckeveldt   | Adelin Van Simaeys     | Georges Christiaens     |
| 1940-1941 keine Austragung |                        |                        |                         |
| 1942                       | Maurice Van Herzele    | Emiel Faingnaert       | Jef Moerenhout          |
| 1943                       | Edward Van Dijck       | Richard Depoorter      | Albert Ritserveldt      |
| 1944                       | Joseph Somers          | Eugeen Jacobs          | Lode Poels              |
| 1945-1948 keine Austragung |                        |                        |                         |
| 1949                       | Jacques Geus           | René Walschot          | Jan Van Steen           |
| 1950                       | Joseph Verhaert        | Nello Sforacchi        | Eduard Van Ende         |
| 1951-1969 keine Austragung |                        |                        |                         |
| 1970                       | Ferdinand Bracke       | Eddy Beugels           | Georges Pintens         |
| 1971                       | Felice Gimondi         | Walter Godefroot       | Georges Pintens         |
| 1972                       | Emile Cambré           | Jos van der Vleuten    | Georges Barras          |
| 1973                       | Albert Van Vlierberghe | Gérard Besnard         | Walter Godefroot        |
| 1974                       | Frans Verbeeck         | Freddy Maertens        | Roger De Vlaeminck      |
| 1975                       | André Dierickx         | Eddy Merckx            | Ferdinand Bracke        |
| 1976                       | Herman Van Springel    | Freddy Maertens        | Frans Verbeeck          |
| 1977                       | Walter Planckaert      | Marc Demeyer           | Willem Peeters          |
| 1978                       | Willem Peeters         | Albert Van Vlierberghe | Jacques Martin          |
| 1979                       | Leo van Vliet          | Jean-René Bernaudeau   | Fedor den Hertog        |
| 1980                       | Willy De Geest         | Jacques Martin         | Claude Criquielion      |
| 1981                       | Walter Dalgal          | Charles Jochums        | Patrick Versluys        |
| 1982                       | Hennie Kuiper          | Gerard Veldscholten    | Jos Jacobs              |
| 1983                       | Stephen Roche          | Eric Vanderaerden      | Phil Anderson           |
| 1984                       | Frank Hoste            | Claude Criquielion     | Paul Sherwen            |
| 1985                       | Marc Madiot            | Joop Zoetemelk         | Claude Criquielion      |
| 1986                       | Steven Rooks           | Michel Dernies         | Patrick Versluys        |
| 1987                       | Pascal Poisson         | Jan Nevens             | Laurent Fignon          |
| 1988                       | Claude Criquielion     | Laurent Fignon         | Charly Mottet           |
| 1989                       | Thomas Wegmüller       | Robert Millar          | Jos van Aert            |
| 1990                       | Luc Leblanc            | Michel Dernies         | Johan Bruyneel          |
| 1991                       | Frank Van Den Abeele   | Johan Bruyneel         | Sammie Moreels          |
| 1992                       | Danny Nelissen         | Marc Bouillon          | Sammie Moreels          |
| 1993                       | Patrick Evenepoel      | Raymond Meijs          | Mario De Clercq         |
| 1994                       | Peter Farazijn         | Udo Bölts              | Jan Nevens              |
| 1995                       | Andrea Chiurato        | Maarten den Bakker     | Fausto Dotti            |
| 1996                       | Franco Ballerini       | Bo Hamburger           | Frank Corvers           |
| 1997                       | Dmitri Konyschew       | Laurent Madouas        | Davide Casarotto        |
| 1998                       | Udo Bölts              | Rik Verbrugghe         | Stéphane Heulot         |
| 1999                       | Patrick Jonker         | Léon van Bon           | Koos Moerenhout         |
| 2000                       | Alberto Elli           | Didier Rous            | Kurt Van De Wouwer      |
| 2001                       | Axel Merckx            | Tom Stremersch         | Scott Sunderland        |
| 2002                       | Dave Bruylandts        | Lennie Kristensen      | Nicolas Fritsch         |
| 2003                       | Dave Bruylandts        | Marek Rutkiewicz       | Mickaël Pichon          |
| 2004                       | Nick Nuyens            | Philippe Gilbert       | Jérôme Pineau           |
| 2005                       | Nick Nuyens            | Bjorn Leukemans        | Igor Abakoumov          |
| 2006                       | Philippe Gilbert       | Nick Nuyens            | William Bonnet          |
| 2007                       | Bert De Waele          | Cédric Vasseur         | Thor Hushovd            |
| 2008                       | Stefano Garzelli       | Giovanni Visconti      | Jérôme Pineau           |
| 2009                       | Nick Nuyens            | Allan Davis            | Roy Sentjens            |
| 2010                       | Paul Martens           | Riccardo Riccò         | Cadel Evans             |
| 2011                       | Philippe Gilbert       | Julien Simon           | Bjorn Leukemans         |
| 2012                       | Julien Simon           | Greg Van Avermaet      | Bjorn Leukemans         |
| 2013                       | Jan Bakelants          | Thomas Voeckler        | Mathias Frank           |
| 2014                       | Greg Van Avermaet      | Tony Gallopin          | Jan Bakelants           |
| 2015                       | Jens Debusschere       | Jan Bakelants          | Christophe Laporte      |
| 2016                       | Tony Gallopin          | Petr Vakoč             | Jérôme Baugnies         |
| 2017                       | Tim Wellens            | Tony Gallopin          | Julien Simon            |
| 2018                       | Jasper Stuyven         | Dimitri Claeys         | Warren Barguil          |
| 2019                       | Krists Neilands        | Jasper Stuyven         | Jasper De Buyst         |
| 2020 keine Austragung      |                        |                        |                         |
| 2021                       | Christophe Laporte     | Warren Barguil         | Tosh Van der Sande      |
| 2022                       | Mathieu van der Poel   | Biniam Girmay          | Gonzalo Serrano         |
| 2023                       | Gonzalo Serrano        | Dylan Teuns            | Jasper De Buyst         |
| 2024                       | Roger Adrià            | Alex Aranburu          | Clément Champoussin     |

Frauen
| Jahr | Sieger           | Zweiter              | Dritter          |
| ---- | ---------------- | -------------------- | ---------------- |
| 2022 | Julie De Wilde   | Justine Ghekiere     | Yara Kastelijn   |
| 2023 | Marta Lach       | Silvia Persico       | Victoire Berteau |
| 2024 | Karlijn Swinkels | Elisa Longo Borghini | Anouska Koster   |
| 2025 |                  |                      |                  |